# Date du périastre
Cet article court présente un sujet plus développé dans : périastre et orbite.
La date du périastre, ou moment du périastre, est l'un des six paramètres décrivant une orbite keplérienne, avec le demi-grand axe, l'excentricité, l'inclinaison, l'argument du périastre et la longitude du nœud ascendant. Cette date indique la position du corps sur l'orbite alors que les autres caractérisent la forme (demi-grand axe et excentricité) et l'orientation (inclinaison, argument du périhélie et longitude du nœud ascendant) de l'orbite.